# Спасо-Преображенський монастир (Хмелеве)
Хмелевський Спасо-Преображенський чоловічий монастир — православний монастир при Спасо-Преображенській церкві агромістечка Хмелева Жабинківського району Білорусії за 20 км від Берестя.

## Історія створення монастиря
Монастир належить до Берестейської єпархії. Дерев'яна Преображенська церква побудована в 1725 чи 1771 році. За архітектурним стилем бароко з особливостями класицизму. У 1839 році поруч з нею збудовано двоярусну дзвіницю. Монастир заснований при Свято-Преображенській церкві в грудні 1999 року: було отримано благословення архієпископа Берестейського та Кобринського Костянтина про перетворення Спасо-Преображенського приходу на Спасо-Преображенську чоловічу пустель. У 2004 році пустель перетворена на чоловічий монастир на честь Преображення Господнього.

## Святині монастиря
У монастирі зберігається список Ченстоховської ікони Божої Матері. У монастирі біля ікони проводиться чин вигнання бісів, який склав ще XVII столітті київський митрополит Петро Могила. У монастирі також є стара ікона святителя Миколи Чудотворця.

## Храми монастиря
Монастир має два храми:
- Спасо-Преображенська церква, внесена до списку культурних цінностей Республіки Білорусь,
- Храм-каплиця в ім'я Ченстоховської ікони Божої Матері (2000).

## Сучасний стан обителі
Незважаючи на великий потік паломників, обитель у Хмелеві безперервно будується, причому власними силами. Ченці звели три корпуси для проживання та корпус трапезної, гаражі, господарські будівлі. Споруджено невеликий готель для паломників, ченці обробляють 22 гектари землі, займаються рослинництвом, садівництвом, бджільництвом.
Про монастир та його настоятеля знято фільм «Серафимові брати», (2003) [Архівовано 9 грудня 2021 у Wayback Machine.], (режисер М. Князєв).

## Настоятелі парафіяльного храму
Ієрей Феодор Григорович (01.08.1837 — 04.02.1873)
Ієрей Михайло Кульчицький (06.03.1873 — ?)
Ієрей Микола Нікольський (30.07.1878 — 10.06.1888)